# جليل حنون
جليل حنون مطر الأسدي (مواليد 1 يوليو 1952 في البصرة، العراق) لاعب كرة قدم عراقي سابق ومدرب كرة قدم حالي. يشغل منصب نَائِب رئيس نادي الميناء.
لعب جليل كمهاجم وقضى معظم مسيرته مع نادي الميناء وتوج بلقب الدوري العراقي الممتاز مع الميناء وحاز على لقب الهداف عام 1978 وظهر في كأس العالم العسكرية عام 1977 وسجل هدف في شباك نيجيريا. كما لعب مباريات في بطولة مرديكا عام 1977 في ماليزيا. سجل خلال مسيرته 271 هدفا على مستوى المباريات المحلية و7 أهداف في 37 مباراة دولية. كانت الجماهير الرياضية تدعوه كيغان العراق. حنون هو الهداف الوحيد لنادي الميناء في الدوري العراقي حتى الآن عندما سجل 11 هدفا في موسم 1977-78 وهو اللاعب الوحيد في الدوري الذي سجل ثلاثة أهداف (هاتريك) في شباك ناديين جماهيريين الطيران والزوراء في موسم 1983-84 وهو أيضا ثاني لاعب يسجل 5 أهداف في مباراة واحدة في الدوري العراقي عندما هز شباك نادي الحلة في عام 1977. أخ جليل هو اللاعب والمدرب جميل حنون الذي قاد نادي الميناء للفوز بلقب الدوري في موسم 1977-78.

## منتخب العراق
في 21 أغسطس 1973 لعب جليل حنون أول مباراة له مع العراق ضد جنوب اليمن في مباراة دولية بشكل كامل في النسخة الثانية من كأس فلسطين في ليبيا وسجل أول هدف له في هذه المباراة التي انتهت 2-0 للعراق.
في 28 مارس 1980 لعب جليل حنون آخر مباراة دولية مع العراق ضد جنوب اليمن أيضا ضمن تصفيات دورة الألعاب الأولمبية الصيفية 1980 في بغداد والتي انتهت 3-0 للعراق.

## الأهداف الدولية
| #  | التاريخ       | الملعب                           | الخصم         | التسجيل | النتيجة | المنافسة              |
| -- | ------------- | -------------------------------- | ------------- | ------- | ------- | --------------------- |
| 1. | 8 ديسمبر 1973 | ملعب 28 مارس، بنغازي، ليبيا      | اليمن الجنوبي | 2–0     | 2–0     | كأس فلسطين            |
| 2. | 14 يوليو 1974 | ملعب الشعب الدولي، بغداد، العراق | هونفيد        | 1–1     | 2–2     | ودية                  |
| 3. | 14 يوليو 1974 | ملعب الشعب الدولي، بغداد، العراق | هونفيد        | 2–2     | 2–2     | ودية                  |
| 4. | 3 سبتمبر 1974 | ملعب آزادي، طهران، إيران         | الهند         | 2–0     | 3–0     | دورة الألعاب الآسيوية |
| 5. | 27 يونيو 1977 | ملعب العباسيين، دمشق، سوريا      | نيجيريا       | 1–0     | 1–0     | كأس العالم العسكرية   |

## الإنجازات

### الميناء
- الدوري العراقي الممتاز (1): 1977-78

### منتخب العراق
- كأس العالم العسكرية (1): 1977.